# Melanagromyza actaeae
Melanagromyza actaeae este o specie de muște din genul Melanagromyza, familia Agromyzidae, descrisă de Sehgal în anul 1971.
Este endemică în Alberta. Conform Catalogue of Life specia Melanagromyza actaeae nu are subspecii cunoscute.